# Opius contrahens
Opius contrahens är en stekelart som beskrevs av Fischer 1966. Opius contrahens ingår i släktet Opius och familjen bracksteklar. Inga underarter finns listade i Catalogue of Life.